# Oedothorax gibbifer
Oedothorax gibbifer là một loài nhện trong họ Linyphiidae.
Loài này thuộc chi Oedothorax. Oedothorax gibbifer được Wladislaus Kulczynski miêu tả năm 1882.